# Judith Bingham
Judith Bingham, född 21 juni 1952 i Nottingham men uppvuxen i Mansfield och Sheffield, är en brittisk tonsättare och sångare (mezzosopran).
Hon är utbildad vid Royal Academy of Music (1970–73) med lärare som Malcolm MacDonald, Eric Fenby, Alan Bush och John Hall i komposition och Jean Austin-Dobson i sång. Därefter fortsatte hon sina kompositionsstudier för Hans Keller (1974–80).
Bingham var medlem i den professionella kören BBC Singers i 13 år innan hon 1996 blev tonsättare på heltid.

## Verkförteckning

### Ett eller två instrument
- Gothick för orgel (1973)
- Chopin för piano (1979)
- Moonrise för gitarr (1979)
- Clouded Windows (Then and Now No. 2) för piano (1980)
- Pictured Within för piano (1981, rev. 2003)
- Into the Wilderness för orgel (1982)
- Scenes from Nature för cembalo (1983)
- Chartres för orkester (1988)
- Christmas Past för orgel (1989, rev. 2012)
- Christmas Past, Christmas Present för piano (1989)
- Hope för orgel (1989)
- Dove Cottage by Moonlight för två pianon (1990)
- Santa Casa för två gitarrer (1994)
- Beyond Redemption för symfoniorkester (1995)
- No Discord (Alpine Reverie) för altflöjt och gitarr (1996)
- The Gift för orgel (1996)
- The Temple at Karnak för symfoniorkester (1996)
- Passaggio, fagottkonsert nr 1 (1998)
- Shelley Dreams för violin och piano (1998)
- Vorarlberg för två gitarrer (1998)
- The Shooting Star, konsert för trumpet och orkester (1998–99)
- Hadrian’s Dream för orgel (1999)
- Walzerspieler för orkester (1999)
- Snowy Starry Night för blockflöjt (1999–2000)
- Annunciation I för orgel (2000)
- St Bride, Assisted by Angels för orgel (2000)
- Der Spuk för tuba (2001)
- The Island of Patmos för oboe (2001)
- enter GHOST: Act 1, Scene 3 of Hamlet för trumpet (2002)
- Incarnation with Sheperds Dancing för orgel (2002)
- Ancient Sunlight för orgel (2003)
- The Dawn of Redeeming Grace för orgel (2003)
- The Moon over Westminster Cathedral (No Discord No. 3) för piano (2003)
- Prelude and Voluntary för orgel (2003)
- Limehouse Nocturne för piano (2004)
- Vol de Nuit för orgel (2004)
- Down and Out, viktoriansk melodram för tuba och stråkar (2005)
- Scena Amorosa för violin (2005)
- The Lost Works of Paganini för violin (2005–09)
- The Cruelty of the Gods för oboe och koto (2006)
- Jacob’s Ladder, parabel för orgel och stråkar (2007)
- Byron, Violent Progress för piano (2008)
- Annunciation II för piano (2010)
- Annunciation III för slagverk (2010)
- The Everlasting Crown för orgel (2011)
- Annunciation IV för orgel (2012)
- Celticity för orkester (2012)
- Jacquet’s Ghost för orgel (2012)
- Altartavla för orgel (2013)
- Angel Fragments för orgel (2013)
- Dürer Portrait för oboe (2013)
- Leonardo, fagottkonsert nr 2 (2013)
- Leonardo’s Mirror för violin (2013)
- Tableaux Vivants för cembalo (2013)
- Glass Beatitude för orgel (2014)
- Missa Brevis (’Videntes Stellam’) för orgel (2014)
- The Three Angels för orgel (2015)
- The Linnaeus Garden för 2 orglar (2016)

### Kammarensemble
- Ave Maria Stella (Then and Now No. 1) för oboe, klarinett och piano (1972, rev. 2002)
- The Light Phantastic för gitarrkvartett (1974)
- Prague för brassensemble (1991)
- A Dream of the Past för brasskvintett (1993)
- The Red Hot Nail för flöjt, klarinett, horn, 3 slagverkare, 2 violiner, viola och kontrabas (1994)
- The Mysteries of Adad för 4 skolgrupper, skådespelare och 11 musiker (1996)
- Chapman’s Pool för pianotrio (1997)
- Fifty Shades of Green för stråktrio (2001)
- The Hythe för 11 stråkar (2001)
- The Upper Deep för flöjt, altflöjt, klarinett och basklarinett (2001)
- You Are Amongst Your Friends för 2 oboe, 2 horn, stråkar och piano (2001)
- The Mystery of Boranup för pianokvartett (2002)
- Lace-making för saxofonkvartett (2004)
- Mandala [konsertversion] för oboe, klarinett, viola och harpa (2004)
- Be Mindful för brasskvintett (2005)
- Ziggurat för brassensemble och 2 trummor (2007)

### Vokalmusik
- Cocaine Lil – A Bondage of Opium för sopran och piano (1976)
- The Cherry Trees för alt och piano till text av Edward Thomas (1983)
- Thaw för alt och piano till text av Edward Thomas (1983)
- Curlew för sopran och piano till text av Lynette Roberts (1984)
- Lake för röst och piano till text av John Keats (1985)
- Blacker för baryton och piano till text av S.C. Taylor (1987)
- Alba för tenor och piano till text av Ezra Pound (1991)
- Unheimlich för sopran och blockflöjt (1997/98)
- The Cathedral of Trees för hög röst till text av David Lyons (1998)
- The Ghost of a Candle för countertenor och luta (1999)
- The Shadow Side of Joy Finzi för sopran och piano (2001)
- La jeune morte för sopran och piano till text av José-Maria de Heredia (2002)
- My Father’s Arms för hög röst och stråktrio till text av A. Martin Shaw (2002)
- Lacrymosa, balett för sopransaxofon och countertenor eller alt (2004)
- The Flying Hours, en operascen för 2 countertenorer, 2 blockflöjter, cembalo och cello (2006)
- She Walks in Beauty Like the Night för tenor och harpa till text av Lord Byron (2008)
- The Waning Moon för baryton och stråkar till text av Percy Bysshe Shelley och tonsättaren (2012)

### Körmusik
- Just Before Dawn för damkör (1985, rev. 1990)
- A Winter Walk at Noon för 27 soloröster a cappella (1987)
- A Cold Spell för blandad kör a cappella (1988)
- Moonless Darkness för blandad kör a cappella (1988)
- Tu Creasti Domine för blandad kör och orgel (1989)
- Where Light and Shade Repose för blandad kör a cappella (1989)
- I Have a Secret to Tell för manskör (1990)
- Irish Tenebrae för sopran, violin, orgel, slagverk och kör (1990, rev. 1992 och 2007)
- Unpredictable but Providential för blandad kör a cappella (1992, rev. 1997)
- The Uttermost för sopran, tenor, kör och orkester (1992)
- The Darkness is No Darkness för blandad kör (1993)
- The Ghost of Combemere Abbeys för höga röster a cappella (1993, rev. 1996)
- The Past is a Strange Land för blandad kör (1993, rev. 1996)
- Epiphany för kör och orgel (1995)
- Evening Canticles, Collegium Regale för blandad kör och orgel (1995)
- O Magnum Mysterium för dubbelkör (1995)
- Salt in the Blood för blandad kör och brassensemble (1995)
- At the Mid Hour of Night, irländsk folkvisa arrangerad för blandad kör och orgel (1996)
- Epiphany för blandad kör och orgel (1996)
- Lace-making för flick- eller damkör (1996)
- Below the Surface Stream för blandad kör, orgel och orkester (1997)
- Consider Saint Cecilia för blandad kör och orgel (1997, rev. 2004)
- Gleams of a Remoter World för blandad kör a cappella (1997)
- The Snows Descend för brassorkester (1997)
- The Waning Moon (No Discard No. 2) för manskör och piano (1997)
- The Clouded Heaven för blandad kör och orgel (1998)
- If Music Be, fanfar för damkör och 2 klarinetter (1998)
- Missa Brevis för blandad kör och orgel (1998)
- Water Lilies för blandad kör (1999)
- Otherworld för kör, orkester och orgel (1999–2000)
- The Drowned Lovers för altsolo och blandad kör a cappella (2000, rev 2009)
- The Necklace of Light för mansröster a cappella och berättare (2000)
- The Shepherd’s Gift för blandad kör och orgel (2000)
- Beneath these Alien Stars för gosskör och orgel (2001)
- First Light för blandad kör och 8 brassinstrument (2001)
- God Be in My Head för blandad kör och piano eller orgel (2001)
- Aquileia för blandad kör (2002)
- Ave verum copus för blandad kör och orgel eller piano (2002)
- Uppon the First Sight of New-England för alt, 2 tenorer, baryton och bas (2002)
- Bach’s Tomb (Die Nachwelt) för dubbelkör (2003)
- The Christmas Truce för blandad kör, 2 trumpeter, stråkar, slagverk och orgel (2003)
- Et Aperti Sunt Oculi, motett för blandad kör och orgel (2003)
- Jesum quaeritis Nazarenum, motett för kör och orgel (2003)
- Missa Brevis II (’The Road to Emmaeus’) för blandad kör och orgel (2003)
- O Clap Your Hands för blandad kör och orgel (2003)
- Four Motets from The Ivory Tree för blandad kör och orgel (2003–04)
- God Would Be Born in Thee för blandad kör och orgel (2004)
- Margaret, Forsaken för damkör och orgel (2004)
- Our Faith is a Light för blandad kör och orgel (2004)
- The Secret Garden, botanisk fantasi för blandad kör och orgeln (2004)
- Cloath’d in Holy Robes för blandad kör och orgel (2005)
- Edington Service för kör och orgel (2005)
- A Formal Order för blandad kör (2005)
- Ghost Towns of the American West för blandad kör (2005)
- In Nomine för blandad kör (2005)
- Magnificat & Nunc Dimittis för blandad kör och orgel (2005)
- Touch’d by Heavenly Fire för blandad kör och orgel (2005)
- An Ancient Music för kör, stråktrio och skådespelare (2006)
- Hidden City för blandad kör, harpa och slagverk (2006)
- La Boiteuse för blandad kör och orgel (2006)
- The Lord tom e a Shepard is för damkör och orgel (2006)
- The Morning Watch för kör och orgel (2006)
- My Heart Strangely Warm’d, scen ur en opera för countertenor, baryton, blandad kör, brasskvintett och orgel (2006)
- The Shepheardes Calender för blandad kör (2006)
- Winter’s Pilgrimage för blandad kör (2006)
- The Hired Hand för blandad kör (2007)
- Missa Brevis III (’Awake My Soul’) för blandad kör och orgel (2007)
- The Shepherd för blandad kör och orgel (2007)
- Harvest för blandad kör och orgel (2008)
- Prayer för blandad kör och orgel (2008)
- Shakespeare Requiem för sopran, baryton, blandad kör, orgel och orkester (2008)
- The Spirit of Truth för blandad kör (2008)
- Actaeon för blandad kör och 4 valthorn (2009)
- Distant Thunder för blandad kör a cappella (2009)
- See and Keep Silent för blandad kör, tenor och cello (2009)
- Shadow Aspect för baryton, blandad kör, barnkör, orgel och slagverk (2009)
- A Bird is Singing för blandad kör a cappella (2010)
- Holy of Holies för blandad kör a cappella (2010)
- The Life and Times of Tomkat Murr, sångspel för baryton, stråktrio, piano och kammarkör (2010)
- Now the Magi Arrive för blandad kör och orgel (2010)
- The Pilgrmes Travels för blandad kör och orgel (2010)
- The Wells Service för blandad kör och orgel (2010)
- Corpus Christi Carol för blandad kör och orgel (2011)
- Eden för sopransolo, damkör och orgel (2011)
- The Hidden Face of God för blandad kör och orgel (2012)
- In Mary’s Love för blandad kör (2012)
- The London Haiku för mansröster, flöjt, klarinett och slagverk (2012)
- The Orphan Girl för blandad kör (2012)
- Hymn to St Paul för blandad kör och orgel (2013)
- A Walk with Ivor Gurney för mezzo-sopran och blandad kör (2013)
- Les Saintes Maries de la Mer för damkör (2014)
- Solomon and Love för blandad kör (2014)

### Verk för scenen
- Flynn, An Opera för solister, blåsorkester och tromboner (1978)
- The Ivory Tree för countertenor, baryton, bas, blandad kör och ensemble (2003–04)
- Lacrymosa, balett för sopransaxofon och countertenor eller alt (2004)